# Ханс IX фон дер Шуленбург
Ханс IX фон дер Шуленбург (на немски: Hans IX Graf fon der Schulenburg; † 1588) е граф от „Бялата линия“ на благородническия род фон дер Шуленбург.
Той е най-малкият син на граф Ханс VIII фон дер Шуленбург († 1558/1568) и съпругата му Анна фон Финеке († сл. 1568). Внук е на рицар Бусо II фон дер Шуленбург († сл. 1502/сл. 1508) и правнук на Бусо I фон дер Шуленбург († 1475/1477), рицар от „Бялата линия“, и втората му съпруга Армгард Елизабет фон Алвенслебен. Праправнук е на рицар Фриц I фон дер Шуленбург († сл. 1415).
Брат е на Кристоф фон дер Шуленбург († 1553), Бусо VI фон дер Шуленбург († 1601/1605), Каспар III фон дер Шуленбург († 1581/1583), Фриц IX фон дер Шуленбург († 1605), Ингебург фон дер Шуленбург († 1599), омъжена за Якоб фон Бредов, и Катарина фон дер Шуленбург († 1577), омъжена за Раймар фон Алвенслебен. Роднина е на Кристоф фон дер Шуленбург (1513 – 1580), последният католически епископ на Ратцебург (1550 – 1554).

## Фамилия
Ханс IX фон дер Шуленбург се жени за Маргарета фон Трота († 1581). Те имат 11 деца:
- Бусо VII фон дер Шуленбург († сл. 1610)
- Адам фон дер Шуленбург
- Фридрих XI фон дер Шуленбург (1599 – 1633), женен I. за Сибила фон Рауххаупт, дъщеря на Тимо фон Рауххаупт и Сибила фон Бьорстел († 1599); има с нея 4 рано умрели деца, II. женен за Мария Елизабет фон Арним
- Анна фон дер Шуленбург
- Маргарета фон дер Шуленбург
- Ингеборг фон дер Шуленбург, омъжена за Георг фон Бокенен
- Катарина фон дер Шуленбург, омъжена I. за Йост фон Карловиц, II. за Георг фон дер Кнезебек
- София фон дер Шуленбург, омъжена за Готхард фон Броберг
- Амалия фон дер Шуленбург, омъжена за Кристоф фон Квцов
- Мария фон дер Шуленбург, омъжена за Ханс фон Кьодериц
- дете фон дер Шуленбург